# Margit Dajka
Dans le nom hongrois Dajka Margit, le nom de famille précède le prénom, mais cet article utilise l’ordre habituel en français Margit Dajka, où le prénom précède le nom.
Margit Dajka, née le 13 octobre 1907 à Nagyvárad, Autriche-Hongrie (aujourd'hui Oradea en Roumanie) et morte le 24 mai 1986  à Budapest, République populaire de Hongrie, était une actrice hongroise.

## Filmographie

### Cinéma
- 1932 : Piri mindent tud : Piri,Bognár felesége (en tant que Dayka Margit)
- 1933 : La Marche de Rakoczi de Steve Sekely : Vilma,Jób lánya
- 1937 : Mai lányok : Kati,cselédlány (en tant que Dayka Margit)
- 1937 : Torockói menyasszony : Patkós Nagy Rózsi
- 1938 : A falu rossza : Finum Rózsi (en tant que Dayka Margit)
- 1938 : A harapós férj : Lina,Péter elvált felesége (en tant que Dayka Margit)
- 1938 : Az ember néha téved : Zizus,utcalány (en tant que Dayka Margit)
- 1938 : Borcsa Amerikában : Borcsa (en tant que Dayka Margit)
- 1938 : Changed Man : Anna,Benedek Péter felesége (en tant que Dayka Margit)
- 1939 : John, the Hero : Iluska (en tant que Dayka Margit)
- 1939 : Vadrózsa : Éva
- 1940 : Pénz beszél : Julcsa (en tant que Dayka Margit)
- 1941 : Háry János : Örzse
- 1941 : Sárga rózsa
- 1942 : Szakítani nehéz dolog : Hammer Milka
- 1943 : Szerelmi láz : Éva (en tant que Dayka Margit)
- 1943 : Zenélö malom : Bogár Cica - pesti dizõz (en tant que Dayka Margit)
- 1955 : Liliomfi : Camilla
- 1956 : Szakadék : Bakos néni
- 1958 : A tettes ismeretlen : Nagymama (en tant que Dayka Margit)
- 1958 : Fleur de fer de János Herskó : Racsákné (en tant que Dayka Margit)
- 1959 : Akiket a pacsirta elkísér : Sándor édesanyja (en tant que Dayka Margit)
- 1960 : Égrenyíló ablak : Fazekasné (en tant que Dayka Margit)
- 1961 : Zápor : Juli néni
- 1962 : Amíg holnap lesz : Zágon felesége
- 1966 : A férfi egészen más : Marika Anyja
- 1966 : Az orvos halála : Csohányné
- 1966 : Szentjános fejevétele : Rhédeyné (en tant que Dayka Margit)
- 1967 : ...Hogy szaladnak a fák ! : Vass Mari
- 1967 : Változó felhözet : Házmesterné
- 1968 : A völgy : Anna néni
- 1968 : Elsietett házasság : Háziasszony (en tant que Dayka Margit)
- 1969 : Az oroszlán ugrani készül : Aranka (en tant que Dayka Margit)
- 1969 : Ismeri a szandi mandit ? : Piroska anyja (en tant que Dayka Margit)
- 1969 : Pokolrév : Mérges Franciska
- 1969 : Tiltott terület : özv. Széki Józsefné (en tant que Dayka Margit)
- 1970 : N.N. a halál angyala : Nusi anyja
- 1971 : Szindbád (en) : Majmunka (en tant que Dayka Margit)
- 1972 : Volt egyszer egy család : Anna néni (en tant que Dayka Margit)
- 1974 : Jeux de chat de Károly Makk : Orbánné, Erzsi (en tant que Dayka Margit)
- 1975 : 141 perc a befejezetlen mondatból : Hupka (en tant que Dayka Margit)
- 1975 : Az öreg : Treszka anyja
- 1976 : Ballagó idö : Dédmama (en tant que Dayka Margit)
- 1976 : Strange Masquerade : Öreg primadonna
- 1978 : Legato : Zarkóczy Amálka (en tant que Dayka Margit)
- 1979 : Cher voisin de Zsolt Kézdi-Kovács : Iduka
- 1979 : Égigérö fü : Oszkár mamája
- 1980 : Csontváry : Mom
- 1982 : Völegény : Gyengusné

### Courts-métrages
- 1958 : A szökevény
- 1968 : Diákszerelem
- 1969 : Sós lötty : (voix)

### Télévision

#### Séries télévisées
- 1967 : Tüskevár : Tutajos nagymama
- 1973 : És mégis mozog a föld : Hercegnõ

#### Téléfilms
- 1958 : Mama : Mama
- 1965 : Iván Iljics halála : Iván Iljics anyja
- 1965 : Kocsonya Mihály házassága : Szomszédasszony (en tant que Dayka Margit)
- 1965 : Kristóf, a magánzó : A kegyelmes úr szakácsnéja
- 1966 : Látszat és valóság
- 1966 : Tüvétevök : Gazdáné (en tant que Dayka Margit)
- 1967 : A nagybácsi álma
- 1968 : Az élö Antigoné
- 1969 : Régen volt a háború
- 1972 : Diagnózis
- 1972 : Fekete macska : Zsófi néni
- 1974 : A bohóc felesége : Nudicsné (en tant que Dayka Margit)
- 1974 : Családi dráma : Csobáncz mama (en tant que Dayka Margit)
- 1975 : KapupéNz
- 1975 : Lili bárónö : Agatha grófnõ (en tant que Dayka Margit)
- 1976 : Szürkezakós és a mama
- 1976 : Tizenegy több, mint három
- 1977 : Haszontalanok : Margit néni
- 1979 : A kisfiú meg az oroszlánok : Bruckner Szilvia
- 1980 : Képviselö úr : Eszter
- 1981 : A hamu alatt
- 1981 : Bors néni : Bors néni
- 1981 : Mestersége színész
- 1982 : Társkeresés No. 1463 : Anikó Ring
- 1986 : A nagymama : Szerémi grófné